# Biorisanamento
Il biorisanamento è una tecnologia di bonifica ambientale basata sul metabolismo microbico di determinati microrganismi in grado di biodegradare o detossificare sostanze inquinanti.
È una tecnologia di bonifica efficace e versatile, applicabile in situ (senza rimuovere la matrice ambientale contaminata) o ex situ (con la rimozione e il trattamento della matrice contaminata in un'area dedicata all'interno del sito). Le tecnologie di biorisanamento sono efficaci sulle più diffuse contaminazioni ambientali.
Le principali tecnologie di bonifica basate sul biorisanamento sfruttano l'azione di microrganismi già presenti nelle matrici ambientali inquinate.

## Micorisanamento
Il micorisanamento è una forma di biorisanamento che utilizza il micelio dei funghi.
Il ruolo di decompositori svolto dai funghi in ambito ecologico è ben noto. Questi organismi secernono enzimi extracellulari e acidi che servono per degradare la lignina e la cellulosa, le due principali componenti della parete cellulare delle cellule vegetali. Questi composti sono formati da lunghe catene di carbonio e idrogeno, con legami chimici molto forti che danno solidità alle fibre vegetali e al legno. Queste strutture chimiche sono molto simili a quelle dei molti inquinanti esistenti. Per il micorisanamento è fondamentale individuare il ceppo di fungo più appropriato per il trattamento di ciascun tipo di contaminante. Alcuni ceppi danno buoni risultati per la degradazione di gas nervini come l'agente VX e il gas sarin.

## Fitorisanamento
Il fitorisanamento utilizza piante terrestri o acquatiche per effettuare la rimozione degli inquinanti. Vengono sfruttate particolari specie vegetali definite iperaccumulatori, ovvero il cui bioaccumulo di specifici elementi è direttamente proporzionale alla quantità di tali elementi presenti nel suolo o in ambiente acquatico. Un esempio di applicazione consiste nell'abbattimento dell'inquinamento del suolo provocato da policlorobifenili. Nel 2010 sono state riconosciute oltre 450 specie di piante in grado di iperaccumulare i metalli.

## Monitoraggio del processo di biorisanamento
Il processo di biorisanamento può essere monitorato indirettamente misurando il potenziale redox del suolo e della falda acquifera, insieme ad altri parametri quali pH, temperatura, contenuto di ossigeno, concentrazione di accettori/donatori di elettroni, e la concentrazione dei prodotti di scissione come il diossido di carbonio.

## Applicazioni
Tra le applicazioni del biorisanamento spiccano quelle relative all'inquinamento del suolo e delle acque, tra le quali le acque marine interessate da versamenti di petrolio. Questa metodica è utilizzata anche nel trattamento dei rifiuti solidi urbani, attraverso la digestione anaerobica o il compostaggio, e nel trattamento delle acque reflue.

## Ingegneria genetica
Utilizzando i metodi dell'ingegneria genetica è stato possibile ampliare la gamma delle applicazioni. Inserendo opportuni nuovi geni è possibile sfruttare le nuove proprietà indotte nei microrganismi. Inoltre, per il controllo di questi ultimi sono stati impiantati nuovi geni che li rendono dipendenti dalla fornitura di alcune sostanze, in modo da morire in mancanza di queste.
Il batterio Deinococcus radiodurans, l'organismo maggiormente radioresistente conosciuto, è stato modificato geneticamente per smaltire toluene e mercurio in forma ionica presenti in rifiuti nucleari a elevata radioattività.